# Захаров, Денис Сергеевич
Дени́с Серге́евич Заха́ров (род. 6 июля 1993 или 6 августа 1993, Белгород) — российский профессиональный баскетболист, играющий на позиции атакующего защитника.

## Карьера
Денис Захаров начал заниматься баскетболом в СДЮШОР «Белгород», под руководством Виктора Николаевича Шведа.
Выступая за баскетбольный клуб «Спарта и К» в Суперлиге, Захаров являлся одним из лидеров своей команды.
В мае 2013 года перешёл в «Нижний Новгород» в результате трёхстороннего обмена.
В 2013 году подписал контракт с московским «Динамо». В составе команды стал бронзовым призёром Суперлиги 2014/2015 и был признан «Лучшим атакующим защитником» чемпионата. В этом же сезоне, вместе с командой дошёл до финала Кубка России, и по итогам турнира был признан "Лучшим разыгрывающим «Финала четырёх».
Перед началом сезона 2015/2016 московское «Динамо», из-за финансовых проблем, снялось с участия в чемпионате Суперлиги. Став свободным агентом, Захаров в октябре 2015 года перешёл в «Енисей». За красноярскую команду Денис сыграл 25 игр в Единой лиге ВТБ и в среднем набирал 9,5 очков и 1,8 передач. Денис помог «Енисею» пробиться в «Финал четырёх» Кубка Европы ФИБА, набирая в 19 матчах в среднем 7,8 очка и 1,3 передачи.
В январе 2016 года Захаров был признан «Лучшим молодым игроком» Единой лиги ВТБ по итогам месяца.
В июле 2016 года Захаров подписал с «Локомотивом-Кубань» контракт на 2 года. В составе краснодарской команды провёл 16 матчей в Единой лиге ВТБ, набирая в среднем 1,5 очка за 6 игровых минут.
В июле 2017 года Захаров вернулся в «Енисей». В 23 играх Единой лиги ВТБ Денис проводил на площадке 21 минуту и набирал 10 очков.
В июле 2018 года Захаров продлил контракт с «Енисеем». В 26 играх Единой лиги ВТБ Денис в среднем набирал 9,9 очков, 2,7 подбора и 2,2 передачи.
В августе 2019 года Захаров подписал с «Енисеем» новый контракт.
29 января 2020 года стал известен состав команд на «Матч всех звёзд» Единой лиги ВТБ. По итогам голосования болельщиков и анкетирования СМИ, в котором приняли участие 22 издания, Захаров попал в состав команды «Звёзд России». В этой игре он провёл на площадке 6 минут 59 секунд и отметился 4 очками и 3 передачами.
В июне 2020 года Захаров перешёл в «Зенит».
В сезоне 2021/2022 Захаров стал чемпионом Единой лиги ВТБ, чемпионом России и серебряным призёром Суперкубке Единой лиги ВТБ. В 25 матчах Единой лиги ВТБ Денис набирал в среднем 3,3 очка, 1,1 передач и 0,8 подборов.
В июне 2022 года Захаров подписал новый 2-летний контракт с «Зенитом».
В сезоне 2022/2023 Захаров стал победителем Суперкубка Единой лиги ВТБ.
В сезоне 2023/2024 Захаров стал бронзовым призёром Единой лиги ВТБ и чемпионата России, победителем Суперкубка Единой лиги ВТБ и Кубка России.
В июле 2024 года Захаров продлил контракт с «Зенитом».
В сезоне 2024/2025 Захаров стал серебряным призёром Единой лиги ВТБ и чемпионата России, а также бронзовым призёром Суперкубка Единой лиги ВТБ.
В июле 2025 года Захаров перешёл в УНИКС и подписал контракт по схеме «1+1».

## Сборная России
Выступал за кадетскую сборную России U 16 на чемпионате Европы (2009) и за молодёжную сборную России U20 на чемпионатах Европы (2012 и 2013).
В марте 2015 года Захаров вошёл в расширенный состав резервной сборной России.
На Универсиаде 2015 года, в составе студенческой сборной России, Денис стал бронзовым призёром турнира.
Летом 2016 года Захаров получил приглашение в «Открытый лагерь РФБ», по итогам которого несколько игроков смогут присоединиться к тренировкам основной сборной России. После заключительного этапа подготовки и лагеря в целом, решением тренерского штаба во главе с Сергеем Базаревичем, Захаров продолжил работу с национальной командой.
В июне 2017 года Захаров был включён в состав сборной России, составленный по итогам завершившегося «Открытого лагеря РФБ», и принял участие в баскетбольном турнире Спортивных игр БРИКС. Одержав победы над всеми тремя соперниками (ЮАР, Индия и Китай) сборная России стала победителем турнира.
В январе 2020 года Захаров был включён в расширенный состав сборной России на отборочные игры Евробаскета-2021.
В ноябре 2021 года Захаров был включён в расширенный состав сборной России для участия в подготовке к матчам квалификации Кубка мира-2023 со сборными Италии и Исландии.
В феврале 2021 года Захаров был вызван на сбор национальной команды для подготовки к двум матчам квалификации Кубка мира-2023 со сборной Нидерландов.

## Достижения

### Клубные
- Чемпион Единой лиги ВТБ: 2021/2022
- Серебряный призёр Единой лиги ВТБ (2): 2020/2021, 2024/2025
- Бронзовый призёр Единой лиги ВТБ (2): 2020/2021, 2023/2024
- Обладатель Суперкубка Единой лиги ВТБ: 2022
- Серебряный призёр Суперкубка Единой лиги ВТБ: 2021
- Бронзовый призёр Суперкубка Единой лиги ВТБ: 2024
- Чемпион России: 2021/2022
- Серебряный призёр чемпионата России: 2024/2025
- Бронзовый призёр чемпионата России (2): 2020/2021, 2023/2024
- Бронзовый призёр Суперлиги: 2014/2015
- Бронзовый призёр Высшей лиги: 2010/2011
- Обладатель Кубка России: 2023/2024
- Серебряный призёр Кубка России: 2014/2015

### Сборная России
- Чемпион Спортивных игр БРИКС: 2017
- Обладатель Кубка Станковича: 2014
- Бронзовый призёр Универсиады: 2015

## Статистика
| Сезон                                                                                   | Команда          | Лига                | GP  | GS | MPG  | FG%  | 3P%  | FT%  | RPG | APG | SPG | BPG | PPG  |  |
| 2012/13                                                                                 | Все клубы        | Все лиги            | 6   | 0  | 3,3  | 0,0  | 0,0  | 0,0  | 0,3 | 0,2 | 0,3 | 0,0 | 0,0  |  |
| 2012/13                                                                                 | Нижний Новгород  | Единая лига ВТБ     | 4   | 0  | 3,2  | 0,0  | 0,0  | 0,0  | 0,0 | 0,3 | 0,3 | 0,0 | 0,0  |  |
| 2012/13                                                                                 | Нижний Новгород  | ПБЛ                 | 2   | 0  | 3,3  | 0,0  | 0,0  | 0,0  | 1,0 | 0,0 | 0,5 | 0,0 | 0,0  |  |
| 2014/15                                                                                 | Динамо Москва    | Балтийская лига     | 8   | 6  | 25,4 | 45,5 | 25,0 | 66,7 | 3,3 | 2,1 | 2,0 | 0,1 | 12,3 |  |
| 2015/16                                                                                 | Все клубы        | Все лиги            | 44  | 29 | 22,0 | 39,9 | 25,0 | 62,5 | 1,2 | 1,6 | 0,9 | 0,0 | 8,8  |  |
| 2015/16                                                                                 | Енисей           | Единая лига ВТБ     | 25  | 18 | 21,0 | 44,5 | 28,8 | 62,3 | 1,1 | 1,8 | 0,8 | 0,0 | 9,5  |  |
| 2015/16                                                                                 | Енисей           | Кубок ФИБА Европы   | 19  | 11 | 23,4 | 34,2 | 20,6 | 62,8 | 1,4 | 1,3 | 0,9 | 0,1 | 7,8  |  |
| 2016/17                                                                                 | Все клубы        | Все лиги            | 21  | 2  | 5,7  | 40,0 | 20,0 | 40,0 | 0,6 | 0,2 | 0,2 | 0,0 | 1,4  |  |
| 2016/17                                                                                 | Локомотив-Кубань | Единая лига ВТБ     | 16  | 2  | 6,1  | 39,1 | 20,0 | 33,3 | 0,7 | 0,3 | 0,1 | 0,0 | 1,5  |  |
| 2016/17                                                                                 | Локомотив-Кубань | Еврокубок           | 5   | 0  | 4,2  | 50,0 | 0,0  | 60,0 | 0,2 | 0,0 | 0,4 | 0,0 | 1,0  |  |
| 2017/18                                                                                 | Все клубы        | Все лиги            | 34  | 21 | 19,5 | 36,1 | 30,4 | 69,1 | 1,5 | 1,6 | 0,7 | 0,1 | 8,6  |  |
| 2017/18                                                                                 | Енисей           | Единая лига ВТБ     | 23  | 15 | 21,2 | 37,9 | 29,9 | 70,1 | 1,5 | 1,7 | 0,8 | 0,1 | 9,8  |  |
| 2017/18                                                                                 | Енисей           | Лига чемпионов ФИБА | 11  | 6  | 15,7 | 31,0 | 31,6 | 65,0 | 1,5 | 1,4 | 0,4 | 0,0 | 6,3  |  |
| 2018/19                                                                                 | Енисей           | Единая лига ВТБ     | 26  | 20 | 22,8 | 40,0 | 29,6 | 72,9 | 2,7 | 2,2 | 0,5 | 0,0 | 9,9  |  |
|                                                                                         |                  | Всего               | 139 | 78 | 18,5 | 39,2 | 27,5 | 66,1 | 1,5 | 1,5 | 0,7 | 0,1 | 7,7  |  |
| Наведите курсор мыши на аббревиатуры в заголовке таблицы, чтобы прочесть их расшифровку |                  |                     |     |    |      |      |      |      |     |     |     |     |      |  |